# Red Hot Riding Hood
"Red Hot Riding Hood" is een Amerikaanse korte tekenfilm van Tex Avery uit 1943.

## Verhaal
Het filmpje is een andere adaptatie van het sprookje van Roodkapje. Dit keer is de wolf een man die jonge meisjes wil verleiden, in dit geval Roodkapje die getransformeerd is in een tiener die als nachtclubdanseres optreedt. De wolf tracht haar na een concert te pakken te krijgen, maar wordt uiteindelijk zelf nagezeten door de manhongerige grootmoeder.

## Stemmencast
- Sara Berner als Roodkapje / Grootmoeder / Klein sigarettenmeisje (onvermeld)
  - Connie Russell als Roodkapje (zangstem) (onvermeld), onder andere met het nummer Daddy van Bobby Troup.
- Frank Graham als de Wolf (onvermeld)
  - Daws Butler als de Huilende wolf (onvermeld)
- June Foray als Lang sigarettenmeisje (onvermeld)